# Timbar
Timbar je svojstvo tona po kojem uho razlikuje tonove iste visine, jačine i boje. Timbar se često zamjenjuje s bojom tona. Timbar ponajprije ovisi o svojstvu tvari koja rezonira, o stupnju jačine osnovnog tona, amplitudi, strukturi i sklopu jačine glasnih alikvotnih tonova određenog izvora zvuka, kao i o frekvenciji tona. Najširu lepezu timbra ima ljudski glas.